# ادرمونده
ادرمونده (به آلمانی: Edermünde) یک شهر در آلمان است که در شوالم-ادر واقع شده‌است. ادرمونده ۷٬۲۸۷ نفر جمعیت دارد.